# Roberto Mazzucco
Roberto Mazzucco (Roma, 1927 – Roma, 5 novembre 1989) è stato un drammaturgo italiano.

## Biografia
Era il padre della scrittrice Melania Mazzucco.

## Opere
- I sicari di Trastevere
- La periferia
- Tre Italiani[2]
- Voci in casa (1957)
- Nozze d'oro (1960)
- L'andazzo (1963)
- Ugali a tanti (1963)
- Come si dice (1964)
- La formidabile rivolta (1978)
- La corruzione (1984)
- Tre squili per Lola (1989)[3][4]